# Nationaal park Cúc Phương
Het Nationaal park Cúc Phương (Vietnamees: Vườn quốc gia Cúc Phương) ligt in de provincie Ninh Bình in de Rode rivier Delta.  Cúc Phương was het eerste nationale park in Vietnam en het is het grootste natuurreservaat. Het heeft een grote biodiversiteit. 

## Geschiedenis
In 1960 werd  Cúc Phương een bosreservaat en in 1962 werd het gebied door president Ho Chi Minh ingewijd als nationaal park. Het gebied werd al in de prehistorie (7.000 tot 12.000 BCE) bewoond. Er zijn tal van graven en artefacten zoals stenen werktuigen, benen speren, messen om oesters mee te openen en maalstenen gevonden. In 1789 was het gebied slagveld in de burgeroorlog. In de jaren 1980 waren er conflicten tussen de oorspronkelijke bewoners, een etnische minderheid van 2500 personen (de Muong) en de overheid. Omdat zijn werden verdacht van wildstroperij en illegaal gebruik van land, werden 500 Muongs uit het park verbannen.

## Landschap en klimaat
Het park ligt in een noordelijke uitloper van het Annamitisch Gebergte en bestaat uit ongerepte kalksteenheuvels, met karstverschijselen en weelderig groene valleien. Het gebied ligt op een hoogte tussen 150 en 656 m boven zeeniveau. In de kalksteenheuvels liggen diverse grotcomplexen die voor onderzoek toegankelijk zijn.
De gemiddelde temperatuur in Cúc Phương is 21°C en de gemiddelde wintertemperatuur in 9°C. De maximum zomertemperatuur kan de 30°C overschrijden en in de winter kan de temperatuur dicht bij de 0°C komen. Laag in de dalen kan het warm worden en hoger in de bergen kan het licht vriezen. Het regent meer dan 200 dagen per jaar en er valt 2100 mm neerslag per jaar. De droge periode is tussen november en februari, met december en januari als droogste maanden.

## Toerisme
Het park is een van de meest geliefde natuurtoeristische bestemmingen in Vietnam. Tienduizenden Vietnamezen en een gestage stroom van buitenlandse toeristen bezoeken ieder jaar het park. Zowel bij de ingang als binnen het park bevinden zich overnachtingsgelegenheden en restaurants. Er steken een paar verharde wegen het park in en er zijn een aantal voetpaden die voor de wandelaars worden onderhouden. Er zijn parkwachters die toezicht houden en tegen vergoeding excursies door het park organiseren.

## Flora en fauna
Cúc Phương herbergt een enorme diversiteit aan flora en fauna. Er zijn 135 soorten zoogdieren, meer dan 336 soorten vogels, 122 soorten reptielen en amfibieën, 11 soorten vissen en 2234 soorten vaatplanten. Er is een groot aantal soorten dat voorkomt als kwetsbare of bedreigde diersoort op de Rode Lijst van de IUCN zoals de nevelpanter (Neofelis nebulosa), witromplangoer (Trachypithecus delacouri een soort aap), owstonpalmroller (Chrotogale owstoni een soort civetkat). Sumatraanse bosgems (Capricornis sumatraensis), Aziatische wilde hond (Cuon alpinus) en Aziatische zwarte beer  (Ursus thibetanus).
De volgende soorten vogels komen voor in het park: bruinborstbospatrijs (Arborophila brunneopectus), groenpootbospatrijs (Arborophila chloropus), de wilde voorouder van de kip, het bankivahoen of rode kamhoen (Gallus gallus), Lagrandiers baardvogel (Psilopogon lagrandieri), groenoorbaardvogel (P. faiostrictus), sikkelkruiplijster (Pomatorhinus superciliaris), Zuid-Aziatische valkuil (Ninox scutulata), scharlaken menievogel (Pericrocotus speciosus), vlaggendrongo (Dicrurus paradiseus), zwarte ekster (Crypsirina temia), geelsnavelkitta (Urocissa flavirostris). Verder zijn er in de bossen soorten neushoornvogels. Onder de overwinterende trekvogels zijn lijsters, vliegenvangers, vinken en piepers. 
Het bos bestaat uit bomen van verschillende hoogten, tot wel 70 meter en daardoor bestaat het bos uit verschillende lagen, "etages". Er is een weelderige vegetatie met slingerplanten, varens en boomvarens met verrassend grote bladeren, epifytische orchideeën en andere bloemen en vruchten die groeien uit opvallend dikke stammen (een verschijnsel dat cauliflorie heet). Hieronder bevinden zich zowel eetbare planten, vruchten, zaden en noten als planten die geneeskrachtig zijn.

## Natuurbescherming
Er worden binnen het Nationaal park Cúc Phương drie projecten uitgevoerd voor het behoud van kwetsbare en bedreigde diersoorten:
1. Reddingscentrum voor bedreigde primaten

In dit centrum worden diverse soorten langoeren, lor'is en gibbons gehouden. Hieronder zijn ernstig bedreigde soorten zoals de witromplangoer, de witkoplangoer (Trachypithecus poliocephalus), de tonkinstompneusaap (Rhinopithecus avunculus)  en de kuifgibbon (Nomascus concolor). Het centrum werd in 1993 opgericht met hulp van het Zoologische Gesellschaft Frankfurt. Daarna breidde het centrum zich uit, in 2006 waren er 100 dieren en 30 kooien, vier gebouwen en twee halfnatuurlijke, omheinde ruimten.
2. Beschermingsprogramma voor roofdieren en schubdieren

Dit programma is gewijd aan de bescherming van kleine roofdieren zoals civetkatten, kleine katachtigen, marterachtigen (wezels, otters en dassen) en de vier ernstig bedreigde Aziatische soorten schubdieren. Dit programma startte in 1995 en was toen alleen gericht op de bescherming van de bedreigde owstonpalmroller. Later richtte dit programma zich op meer soorten kleine roofdieren. In 2006 werden de beschermingsactiviteiten in het bijzonder gefocust op twee soorten schubdieren: het Javaans schubdier (Manis javanica) en het Chinees schubdier (Manis pentadactyla). Al deze soorten worden bedreigd door de verwoestende werking van de illegale dierenhandel door heel Zuidoost-Azië.
Het programma heeft tot doel deze zoogdieren te beschermen door middel van het redden en veilig stellen van in beslag genomen dieren, veldonderzoek, onderwijs en voorlichting gericht op bewustwording van het belang van natuurbehoud. Voor de  in Vietnam endemische owstonpalmroller is een speciaal fokprogramma. Het centrum opereert door het hele land en heeft nevencentra in Midden- en Zuid-Vietnam waar ook veldonderzoek wordt verricht.
3. Beschermingscentrum voor schildpadden

Dit centrum werd in 1998 opgericht en herbergt de meest bedreigde soorten schildpadden, waaronder de in het wild bijna uitgestorven Annam-waterschildpad (Mauremys annamensis). 

## Bron
- Dit artikel of een eerdere versie ervan is een (gedeeltelijke) vertaling van het artikel Cúc Phương National Park op de Engelstalige Wikipedia, dat onder de licentie Creative Commons Naamsvermelding/Gelijk delen valt. Zie de bewerkingsgeschiedenis aldaar.